# Kanton Meximieux
Meximieux is een kanton van het Franse departement Ain. Het kanton maakt deel uit van het arrondissement Bourg-en-Bresse.

## Gemeenten
Het kanton Meximieux omvatte tot 2014 de volgende 12 gemeenten:
- Bourg-Saint-Christophe
- Charnoz-sur-Ain
- Faramans
- Joyeux
- Meximieux (hoofdplaats)
- Le Montellier
- Pérouges
- Rignieux-le-Franc
- Saint-Jean-de-Niost
- Saint-Maurice-de-Gourdans
- Saint-Éloi
- Villieu-Loyes-Mollon

Na de herindeling van de kantons bij decreet van 13 februari 2014, met uitwerking op 22 maart 2015, omvat het kanton volgende gemeenten:
- Balan
- Béligneux
- Bourg-Saint-Christophe
- Bressolles
- Dagneux
- Faramans
- Joyeux
- Meximieux
- Le Montellier
- Montluel
- Pérouges
- Pizay
- Rignieux-le-Franc
- Saint-Éloi
- Sainte-Croix